# Roby Facchinetti
Camillo Ferdinando Facchinetti, dit Roby (Bergame, 1er mai 1944), est un auteur-compositeur-interprète et claviériste italien, principalement connu pour être le claviériste et chanteur du groupe Pooh.